# Албрехт II фон Дагсбург
Албрехт/Алберт II фон Дагсбург (на немски: Albrecht II von Dagsburg; Albert II von Dagsburg; * 1150/1155; † края на 1211/началото на 1212), последният от благородническия род на Етихонидите, е от 1175 г. граф на Егисхайм-Дагсбург и Мец в Елзас.

## Биография
Той е син на Хуго X фон Дагсбург († сл. 1178), граф на Дагсбург и Мец, и съпругата му Луитгарт фон Зулцбах († сл. 1163), вдовица на херцог Готфрид II фон Льовен († 1142), дъщеря на граф Беренгар I фон Зулцбах († 1125) и Аделхайд фон Волфратсхаузен († 1126). Майка му Луитгарт е сестра на Гертруда фон Зулцбах, съпругата на крал Конрад III, и на Берта фон Зулцбах, съпругата на император Мануил I Комнин от Византия. Сестра му Луитгарт († сл. 1194/97) е омъжена за граф Дитрих III фон Аре-Хохщаден († 1194/1197), а сестра му Гертруд е омъжена за граф Лудвиг I фон Сарверден († сл. 1200).
Брат му Хуго XI/XIII († 1172) е убит в турнир до Лиеж. Така Албрехт II става единствен наследник на големите дагсбургски собствености и служби.
Двата му сина са убити през 1202 г. при турнир в Белгия, и така благородническият род на Етихонидите с Албрехт II през 1211 г. измира по мъжка линия. Наследничка на графството Дагсбург става така бездетната му дъщеря Гертруд фон Дагсбург († 1225). Графство Дагсбург остава на третия ѝ съпруг граф Симон фон Лайнинген, който основава линията Лайнинген-Дагсбург.

## Фамилия
Албрехт II фон Дагсбург се жени през 1180 г. или ок. 1200 г. за принцеса Гертруда фон Баден (* пр. 1160; † пр. 30 март 1225), единствената дъщеря на маркграф Херман IV фон Баден († 1190) и Берта фон Тюбинген († 1169). Те имат децата:
- Хайнрих († 1202), убит при турнир в Белгия
- Вилхелм († 1202), убит при турнир в Белгия
- Гертруд фон Дагсбург (* ок. 1190/1206; † 30 март 1225), наследничка, омъжена I. пр. 1 януари 1216 г. за херцог Теобалд I от Лотарингия († 1220), II. ок. 15 май 1220 г. (развод ок. 13 юли 1222 г.) за граф Теобалд IV от Шампан († 1253), крал на Навара (1234), III. 1223/между януари и септември 1224 г. за граф Симон фон Лайнинген († ок. 1234/1235).